# Шарапово (Вачский район)
Шарапово — деревня в Вачском районе Нижегородской области. Входит в состав Новосельского сельсовета.

## География
Шарапово расположено на северо-западе района, в 16 км от райцентра Вача на небольшой речке Поповка, правом притоке реки Шерша, высота над уровнем моря 160 м. Ближайшие населённые пункты — Ташлыково в 800 м восточнее, Короваево в 2 км на север и Голянищево в 2,5 км на юго-запад.

## История
Деревня впервые упоминается в окладных книгах Рязанской епархии 1676 года в составе Козьмодемьянского прихода, в ней был 20 дворов крестьянских.
В конце XIX — начале XX века деревня входила в состав Клинской волости Муромского уезда Владимирской губернии, с 1926 году — в составе Яковцевского сельсовета. В 1859 году в деревне числилось 24 дворов, в 1905 году — 31 дворов, в 1926 году — 49 дворов. 
С 1929 года деревня являлась центром Шараповского сельсовета Вачского района Горьковского края, с 1931 года — в составе Мякишевского сельсовета, с 1936 года — в составе Горьковской области, с 1954 года — в составе Жайского сельсовета, с 1959 года — в составе Яковцевского сельсовета, с 2009 года — в составе Новосельского сельсовета. 

## Население
| 1859 | 1905 | 1926 | 1999 | 2002 | 2010 |
| ---- | ---- | ---- | ---- | ---- | ---- |
| 128  | ↗224 | ↘214 | ↘24  | ↘16  | ↘8   |